# Nebirau II
Nebirau II (fl. XVI secolo a.C.) è stato un sovrano egizio inserito nella XVII dinastia.

## Biografia
Sovrano sulla cui storicità i pareri degli egittologi non sono concordi. Noto inizialmente solo attraverso il Canone Reale venne ritenuto un semplice errore di sdoppiamento commesso dallo scriba di epoca ramesside redattore del testo. La successiva scoperta di un amuleto (sarcofago di Osiri), nella tomba di Djer, e di un sigillo, nell'isola di Uronarti in Nubia, recanti parte della titolatura hanno dato maggior consistenza alla sua storicità.
Secondo A. Leahy i due reperti sarebbero da mettere in relazione con Khendjer, sovrano della XIII dinastia.

## Liste Reali
| N5 | nb | i | r · Z4 | t | F40 | Z7 | Y1 · Z2 |

| N5 | nb | i | r · Z4 | t | F40 | Z7 | Y1 · Z2 |

| N5 | nb | i | r · Z4 | t | F40 | Z7 | Y1 · Z2 |

| N5 | nb | i | r · Z4 | t | F40 | Z7 | Y1 · Z2 |

| N5 | nb | i | r · Z4 | t | F40 | Z7 | Y1 · Z2 |

| N5 | nb | i | r · Z4 | t | F40 | Z7 | Y1 · Z2 |

| N5 | nb | i | r · Z4 | t | F40 | Z7 | Y1 · Z2 |

| N5 | nb | i | r · Z4 | t | F40 | Z7 | Y1 · Z2 |

## Titolatura
| G5 |

| G5 |

| R11 | L1 | Z3 |

| R11 | L1 | Z3 |

| R11 | L1 | Z3 |

| R11 | L1 | Z3 |

| R11 | L1 | Z3 |

| R11 | L1 | Z3 |

| R11 | L1 | Z3 |

| R11 | L1 | Z3 |

| G16 |

| G16 |

| R11 | HASH |

| R11 | HASH |

| G8 |

| G8 |

| nfr | HASH |

| nfr | HASH |

| M23 · X1 | L2 · X1 |

| M23 · X1 | L2 · X1 |

| N5 | nfr | D28 |

| N5 | nfr | D28 |

| N5 | nfr | D28 |

| N5 | nfr | D28 |

| N5 | nfr | D28 |

| N5 | nfr | D28 |

| N5 | nfr | D28 |

| N5 | nfr | D28 |

| G39 | N5 |

| G39 | N5 |

| V30 | i | r · Z4 | r · F40 |

| V30 | i | r · Z4 | r · F40 |

| V30 | i | r · Z4 | r · F40 |

| V30 | i | r · Z4 | r · F40 |

| V30 | i | r · Z4 | r · F40 |

| V30 | i | r · Z4 | r · F40 |

| V30 | i | r · Z4 | r · F40 |

| V30 | i | r · Z4 | r · F40 |

## Cronologia
| Periodo                    | Dinastia | Anni di regno                   |
| Secondo periodo intermedio | XVII     | intorno al 1580 a.C.(± 30 anni) |

| Autore | Anni di regno |
| ------ | ------------- |
| Ryholt | 1601 a.C.     |
| Franke | 1582 a.C.     |

| predecessore: Nebirau II | Signore del Basso e dell'Alto Egitto | successore: Semenenra |

| Dinastie contemporanee | Capitale |
| XV                     | Avaris   |
| XVI                    | varie    |